# Törökbecse község
Törökbecse község (szerbül Општина Нови Бечеј / Opština Novi Bečej) a vajdasági Közép-bánsági körzet egyik községe, székhelye Törökbecse városa. A község területe 609 km². A község lakosságát a 2002-es adatok szerint 26 924 fő teszi ki, a természetes szaporulat értéke pedig -7,1‰. A községben 5 általános és 2 középiskola működik.

## A község települései
- Beodra (Ново Милошево / Novo Miloševo)
- Bocsár (Бочар / Bočar)
- Kumán (Кумане / Kumane)
- Törökbecse (Нови Бечеј / Novi Bečej)

Mind a négy település szerb többségű.
1. ↑  2022 Serbia Census